# Ignacy Dembowski (pisarz)
Ignacy Dembowski, pseud. i krypt.: I. D., I. J. D., I. J. D. autor tragedii "Wanda", J. D., Jeden z dawnych wychowańców Szkoły Rycerskiej, (ur. 1771 w Krakowie, zm. po roku 1831) – żołnierz polski, uczestnik powstania listopadowego, dramatopisarz, tłumacz i poeta.

## Życiorys
W latach 1782–1788 pobierał nauki w Szkole Rycerskiej. Wkrótce potem poślubił Eleonorę Zboińską. W roku 1794 został porucznikiem 2 regimentu pieszego.
Stopień oficerski otrzymał w armii Księstwa Warszawskiego. Od czerwca 1809 r. był podporucznikiem w 8 pułku piechoty, natomiast już od września tegoż roku służył jako porucznik w 16 pułku piechoty. W styczniu 1812 r. awansował na stopień kapitana, a niedługo potem został adiutantem-majorem 16 pułku piechoty. Odbył kampanie 1809 i 1812 roku (walczył pod Smoleńskiem i Możajskiem). Pozostał w służbie wojskowej w armii Królestwa Polskiego, wchodząc w marcu 1815 roku w skład batalionu wzorowych grenadierów.
W chwili wybuchu powstania listopadowego był już oficerem dymisjonowanym. Zaciągnął się i służył w 10 pułku piechoty liniowej w randze kapitana. 17 września 1831 r. został odznaczony Złotym Krzyżem Orderu Virtuti Militari.

## Twórczość

### Ważniejsze dzieła
- Wanda. Tragedia w 5 aktach, powst. 1807, wyd. Kraków 1810, (z przedmową autora), rękopis: Ossolineum, sygn. 451/III
- Hrabia Tyniecki. Tragedia w 5 aktach, Kraków 1810, rękopis: Ossolineum, sygn. 451/III
- Elegia na śmierć ks. Mikołaja Dembowskiego... dnia 4 kwietnia 1812 zaszłą, brak miejsca i roku wydania
- Pamięć jednego z dawnych wychowańców Szkoły Rycerskiej na zgon ks. A. Czartoryskiego, generała ziem podolskich, w rocznicę jego imienin podana (wiersz), brak miejsca i roku wydania.

### Przekłady
- Voltaire: Henriada w dziesięciu pieśniach przez pana de..., Warszawa 1805; fragmenty przedr. S. Bielski w: Wybór różnych gatunków poezji z rymotwórców polskich, cz. 2, wyd. 2 Warszawa 1812.